# Sulinya Vongsa
Koning Somdetch Brhat Chao Suriya Varman Dharmika Raja Parama Pavitra Prasidhadhiraja Sri Sadhana Kanayudha, beter bekend onder de naam Sulinya Vongsa, volgde zijn neef koning Visai op als 28e koning van Lan Xang in 1638. Hij werd geboren in 1618 als een zoon van koning Uponyuvarat II. Hij werd op de troon geholpen door machtige edelen die een voorkeur voor hem hadden boven zijn andere broer en zijn neven. De zonen van zijn neef vluchtten naar het buitenland aan het begin van zijn heerschappij en dit zou gevolgen hebben in de latere  strijd om de troonopvolging in Lan Xang. Hij werd beschouwd als een groot en verlicht heerser. Hij was een beschermheer van kunst en religie en deze bloeiden dan ook op onder zijn bewind.
Hij sloot vrede met Ayutthaya en legde de grenzen vast. Om dit te vieren bouwde hij de pagode Songrak samen met koning Narai van Ayutthaya. Hij ontving ook de eerste Europeanen aan het hof van Lan Xang, namelijk de Nederlander Gerrit van Wuysthoff in 1641 en de Venetiaan Leria in 1642. 

Hij trouwde 2 keer, zijn tweede vrouw was prinses (Sadu Chao Nying) Kinkara (Kenchan). Hij trouwde met haar in 1651, zij was de dochter van de prins van Xhieng Khuang. Hij stierf in 1690 en na zijn dood werd hij opgevolgd door Tian Thala. 
Voor zover bekend had hij een zoon en twee dochters:
- Prins (Chao Fa) Indra Brahma (Enta Prohm), hij werd geboren in 1642 als een zoon van de eerste vrouw.
- Prinses (Chao Fa Nying) Sumangala Kumari, dochter van zijn eerste vrouw, trouwde met zijn rivaal prins Som Phou.
- Prinses (Chao Fa Nying) naam onbekend, zij trouwde met Tian Thala in 1694.